# Каипово
Каипово — упразднённая деревня в Кувандыкском районе Оренбургской области. На момент упразднения входила в состав сельского поселения Красносакмарский сельсовет. Исключена из учётных данных в 2005 году.

## География
Располагался на правом берегу реки Бухарча, на расстоянии, примерно, 4 километр к северо-востоку от села Новосамарск.

## История
По некоторым сведениям на нынешнем месте основана в 1927 году. К 1992 году опустела.
По данным на 1939 год деревня Каипово входила в состав Бухарчинского сельсовета Кувандыкского района Чкаловской области. В деревне действовал колхоз имени Фрунзе. С 1950-х годов отделение колхоза имени Ленина.
Постановление Законодательного Собрания Оренбургской области от 16 февраля 2005 года № 1927/316-III-ОЗ деревня исключена из учётных данных.

## Население
По переписи 2002 года в деревне отсутствовало постоянное население.